# 2020年中华民国总统就职典礼
中華民国第十五任總統、副總統就職典禮于2020年（民國109年）5月20日在中華民國總統府和臺北賓館兩地举行，民主進步黨籍總統當選人蔡英文及副總統當選人賴清德於本日宣誓就職。蔡英文、賴清德在司法院院長許宗力的監誓下宣誓完畢後，由立法院院長游錫堃授予蔡英文中華民國總統之印、中華民國國璽及榮典之璽等重要印信。
由於受嚴重特殊傳染性肺炎疫情影響，就職典禮安排從簡、不設国宴、不舉辦大型戶外集會，從過去於總統府前廣場搭建舞台移師到台北賓館舉行。

## 背景

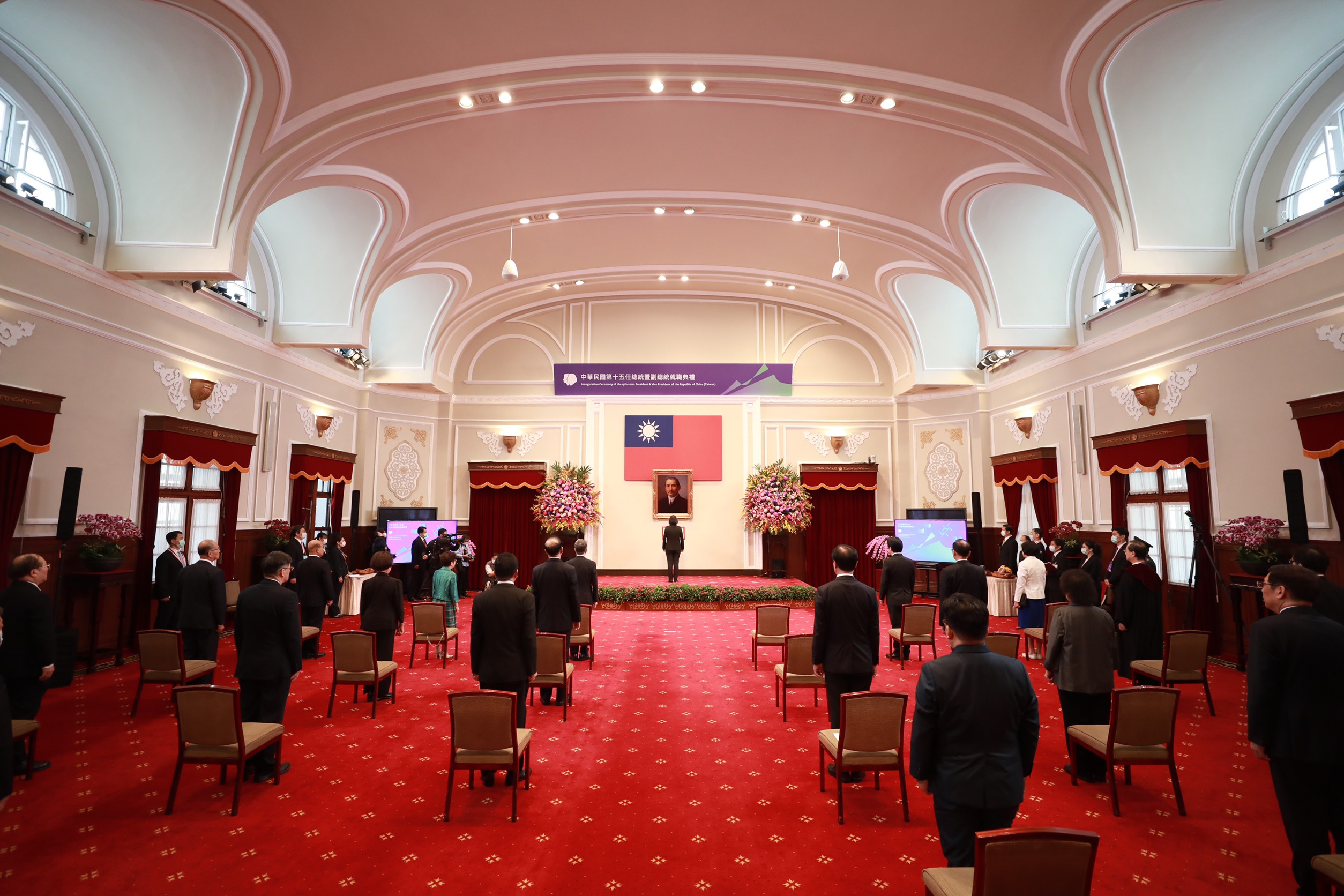
宣誓就職典禮會場

2020年中華民國總統及副總統就职典礼恰逢嚴重特殊傳染性肺炎疫情肆虐，而中華民國在疫情中的各项有力防控举措及其成果获得了国际社会的普遍赞赏。虽然臺灣的疫情已基本控制，但就职典礼仍做了充分严谨的防疫安排。典礼不邀请外宾、不设国宴，是行宪后的首次。

## 典礼安排
2020年5月20日上午9時，第15任中華民國總統蔡英文與中華民國副總統賴清德一同於總統府大禮堂（經國廳）內宣誓就任。在陪送卸任的第14任副總統陳建仁離府後，於府內簽署行政院院長、總統府秘書長及國家安全會議秘書長人事命令，接著前往台北賓館出席就職慶祝大會。

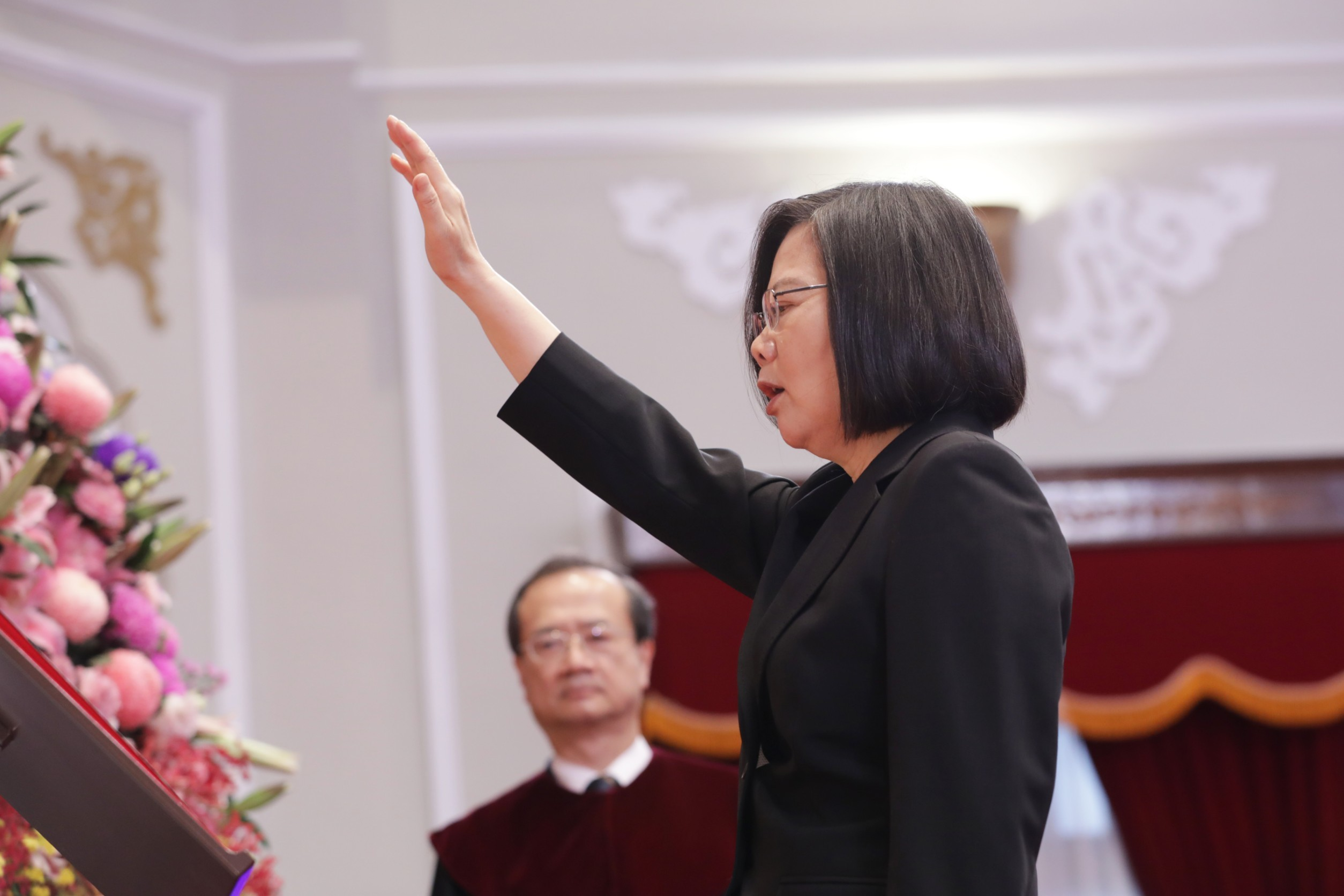
蔡英文宣誓就任中華民國第15任總統

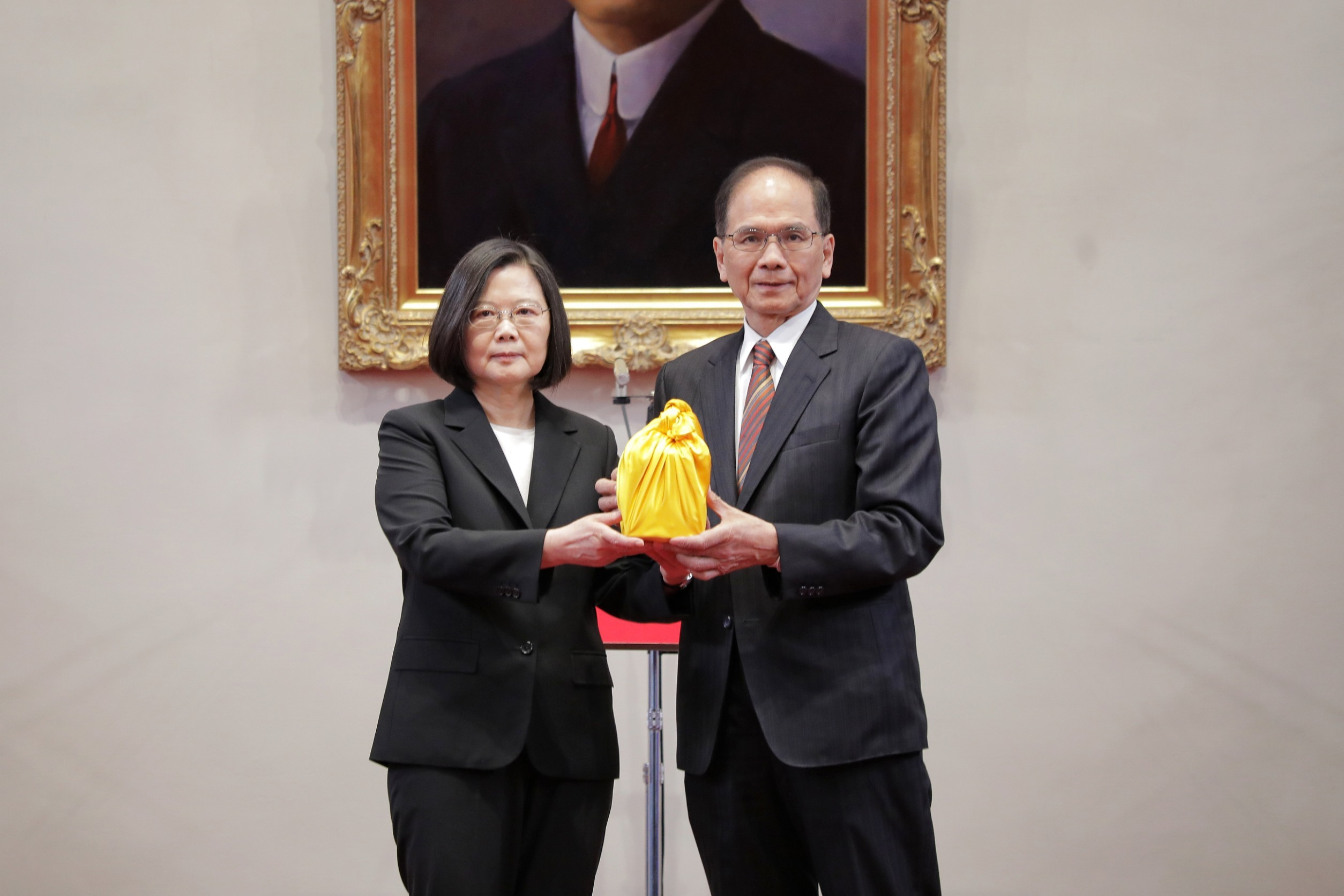
立法院院長游錫堃授予第15任總統蔡英文總統之印

### 主要仪程
| 时间          | 仪程                                                           | 地点             |
| ------------- | -------------------------------------------------------------- | ---------------- |
| 09:00 - 09:15 | 就职典礼开始，總統當選人及副總統當選人宣誓就任                 | 總統府三楼大礼堂 |
| 09:15 - 09:20 | 行政院院長、總統府秘書長、國安會秘書長宣誓                     | 总统府三楼大礼堂 |
| 09:20 - 09:30 | 第15任總統及副總統伉儷陪送第14任副總統伉儷離府                 | 总统府二楼大厅   |
| 09:32 - 10:00 | 播放感谢第14任副總統影片、外国政要致贺影片及国立实验合唱团表演 | 臺北賓館户外广场 |
| 10:00 - 10:30 | 总统就职演说                                                   | 臺北賓館户外广场 |
| 10:40 - 10:55 | 外宾致贺                                                       | 臺北賓館西厢房   |
| 11:20 - 11:35 | 行政院副院長及各部会首长宣誓                                   | 总统府三楼大礼堂 |

### 交通管制
臺北市政府警察局交通警察大队副大队长蔡炼勇在5月11日记者会上公布当天交通管制路线。

## 外賓名單

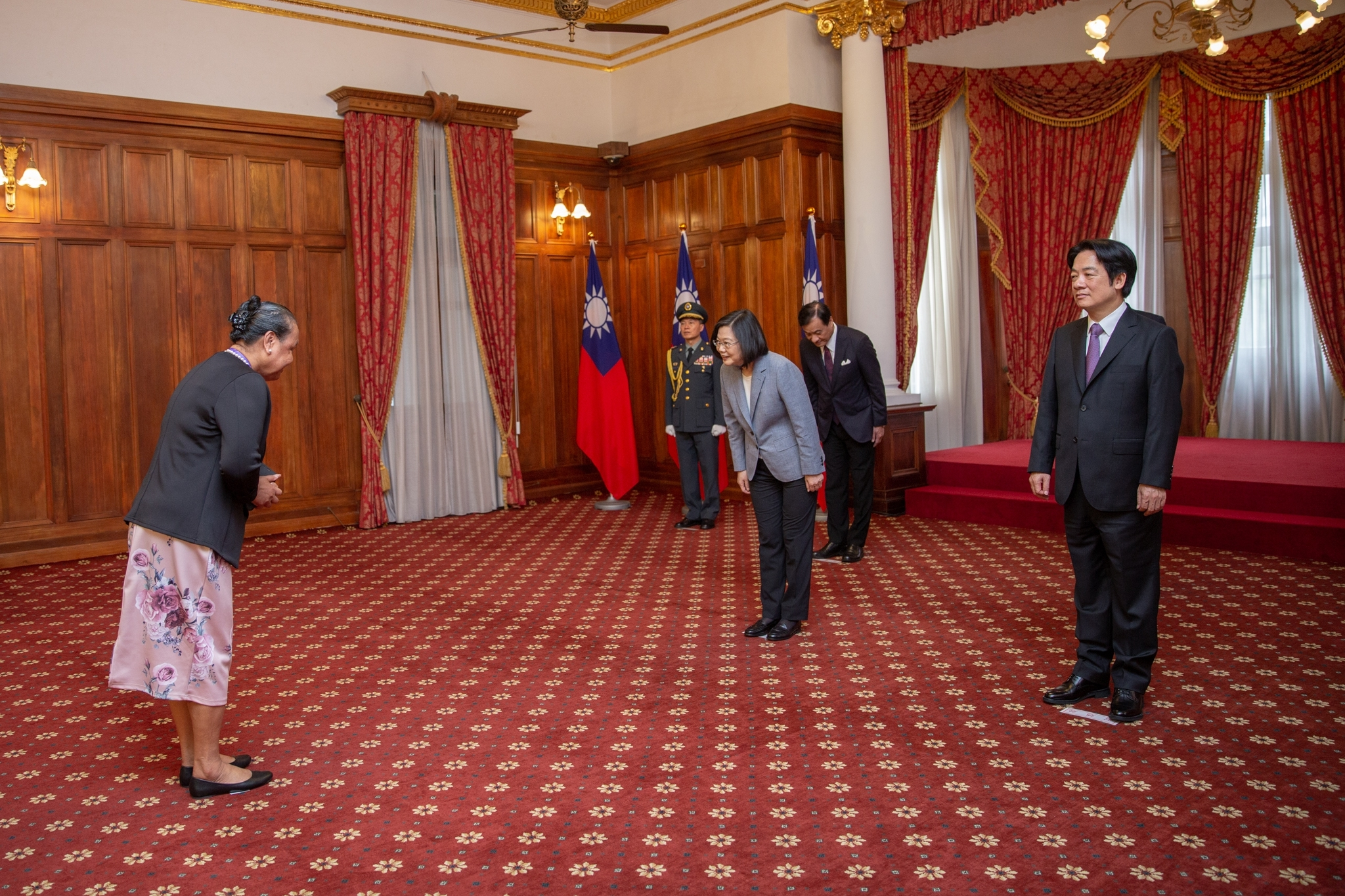
新任正副總統接受駐台使節致賀

鑒於全球疫情肆虐，基於防疫考量本次典禮並未邀請外國元首、政要訪問臺灣，僅有外國駐台使節受邀參加典禮。中華民國友邦及其他友好國家政要則透過預錄影片的方式致賀，名單如下：

### 邦交國
- - 國王 恩史瓦帝三世
  - 總理 戴安伯
- 總統 賈麥岱
- 海地總統 摩依士
- - 總統 葉南德茲
  - 副總統 阿瓦雷斯（英语：Ricardo Álvarez Arias）
- 马绍尔群岛總統 柯布亞
- 瑙鲁總統 安格明
- 帛琉總統 雷蒙傑索
- - 總督 楊可為
  - 總理 巴洛
- 圣基茨和尼维斯
  - 總督 席頓
  - 總理 哈里斯
- 圣卢西亚
  - 總督 史納克（英语：Neville Cenac）
  - 總理 查士納
- - 總督 朵根（英语：Susan Dougan）
  - 總理 龔薩福
- 總理 拿塔諾
- 尼加拉瓜副總統 穆麗優
- 巴拉圭副總統 韋拉斯格斯（英语：Hugo Velázquez Moreno）

### 非邦交國
- 日本
  - 日華議員懇談會會長暨眾議員 古屋圭司
  - 日本台灣交流協會會長 大橋光夫
  - 眾議員 岸信夫
  - 日本台灣親善協會暨眾議員 衛藤征士郎
  - 參議員 有村治子
  - 參議員 滝波宏文（日语：滝波宏文）
  - 自由民主黨青年局（日语：自由民主党青年局）局長暨眾議員 小林史明
  - 立憲民主黨副代表暨參議員 蓮舫
  - 日本維新會幹事長暨眾議員 马场伸幸
- - 眾議院友臺小組共同主席 裴瑞特
  - 澳臺工商委員會主席 涂毅國（John Toigo）
- 工業暨主要資源部前副部長 漢迪拉 拿督（Dato Hamdillah Wahab）
- 斐济國家聯盟黨（英语：National Federation Party）黨魁 普比曼（英语：Biman Prasad）
- 印度
  - 下議院議員 萊克希（英语：Meenakshi Lekhi）
  - 下議院議員 卡斯旺（英语：Rahul Kaswan）
- 印度尼西亞
  - 前副總統 卡拉
  - 人民协商会议副議長 法岱爾（英语：Fadel Muhammad）
- 韓臺議員親善協會會長 趙慶泰
- 緬甸杜慶芝基金會執行長 莫佐烏（Moe Zaw Oo）
- 新西兰紐臺經貿協進會主席 范千里（Charles Finny）
- 菲律賓
  - 參議員 戴羅薩（英语：Ronald dela Rosa）
  - 蘇索岡省省長 艾古德
- 新加坡前國會議長 阿布都拉（英语：Abdullah Tarmugi）
- 科威特人事銓敘部前政務副部長 盧弭（Mohammed Al-Roomi）
- 德国
  - 國會副議長 庫比基（英语：Wolfgang Kubicki）
  - 國會友臺小組主席 魏爾胥（英语：Klaus-Peter Willsch）
  - 國會議員 謝安妮（英语：Anita Schäfer）
- 丹麦
  - 國會副議長 柯絲高（英语：Pia Kjærsgaard）
  - 前總理暨北約前秘書長 拉斯穆森
- 捷克
  - 參議院副議長 霍絲卡（英语：Miluše Horská）
  - 眾議院友臺小組主席 班達（英语：Marek Benda）
  - 布拉格市長賀吉普
- 斯洛伐克
  - 國會副議長 葛蘭德
  - 國會友臺小組主席 歐蘇斯基
- 英国
  - 上議院副議長 羅根（英语：Dennis Rogan, Baron Rogan） 勳爵
  - 下議院副議長 依凡斯
  - 前上議院議長 德蘇莎 女爵
- 欧盟
  - 前貿易執委 馬姆斯壯（英语：Cecilia Malmström）
  - 欧洲议会友臺小組主席 凱勒
  - 歐洲議會友臺小組副主席 柯契夫（英语：Andrey Kovatchev）
  - 歐洲議會泛歐自由黨派聯盟主席 范巴倫
- 法國
  - 參議院友臺小組主席 李察
  - 國民議會友臺小組副主席 博多黑（英语：Éric Bothorel）
- 義大利國會臺灣友好協會主席 米蘭（英语：Lucio Malan）
- 波蘭國會友臺小組主席 安佐（英语：Waldemar Andzel）
- 立陶宛國會友臺小組主席 史德波納維亞（英语：Gintaras Steponavičius）
- 拉脫維亞國會友臺小組主席 福強斯（英语：Jānis Vucāns）
- 加拿大
  - 加臺國會議員友好協會會長 史葛洛（英语：Judy Sgro）
  - 聯邦眾議員 古柏
- 美国
  - 白宮副國家安全顧問 博明
  - 國務院亞太局助理國務卿 史達偉
  - 聯邦參議院臨時議長 葛萊斯里
  - 聯邦參議院外交委員會主席 瑞胥
  - 聯邦眾議院外交委員會主席 恩格爾
  - 聯邦參議院臺灣連線共同主席 殷霍夫、孟南德茲
  - 聯邦眾議院臺灣連線共同主席 迪馬里、席瑞斯、夏波
  - 聯邦參議員 魯比歐、克魯茲、史考特、布萊博恩
  - 聯邦眾議員 游賀、匡希恆
  - 美國在台協會主席 莫健
  - 前司法部部長 艾許克羅
  - 前國防部印太安全事務助理部長 薛瑞福
  - 前駐聯合國常任代表 海利
  - 布魯金斯研究院東亞政策研究中心非駐院資深研究員 卜睿哲
  - 战略与国际研究中心中國權力計畫主任 葛來儀
  - 戴維森學院政治學教授 任雪麗

### 國際組織
- 國際監察組織（英语：International Ombudsman Institute）秘書長 艾蒙（德语：Werner Amon）

## 就职演说

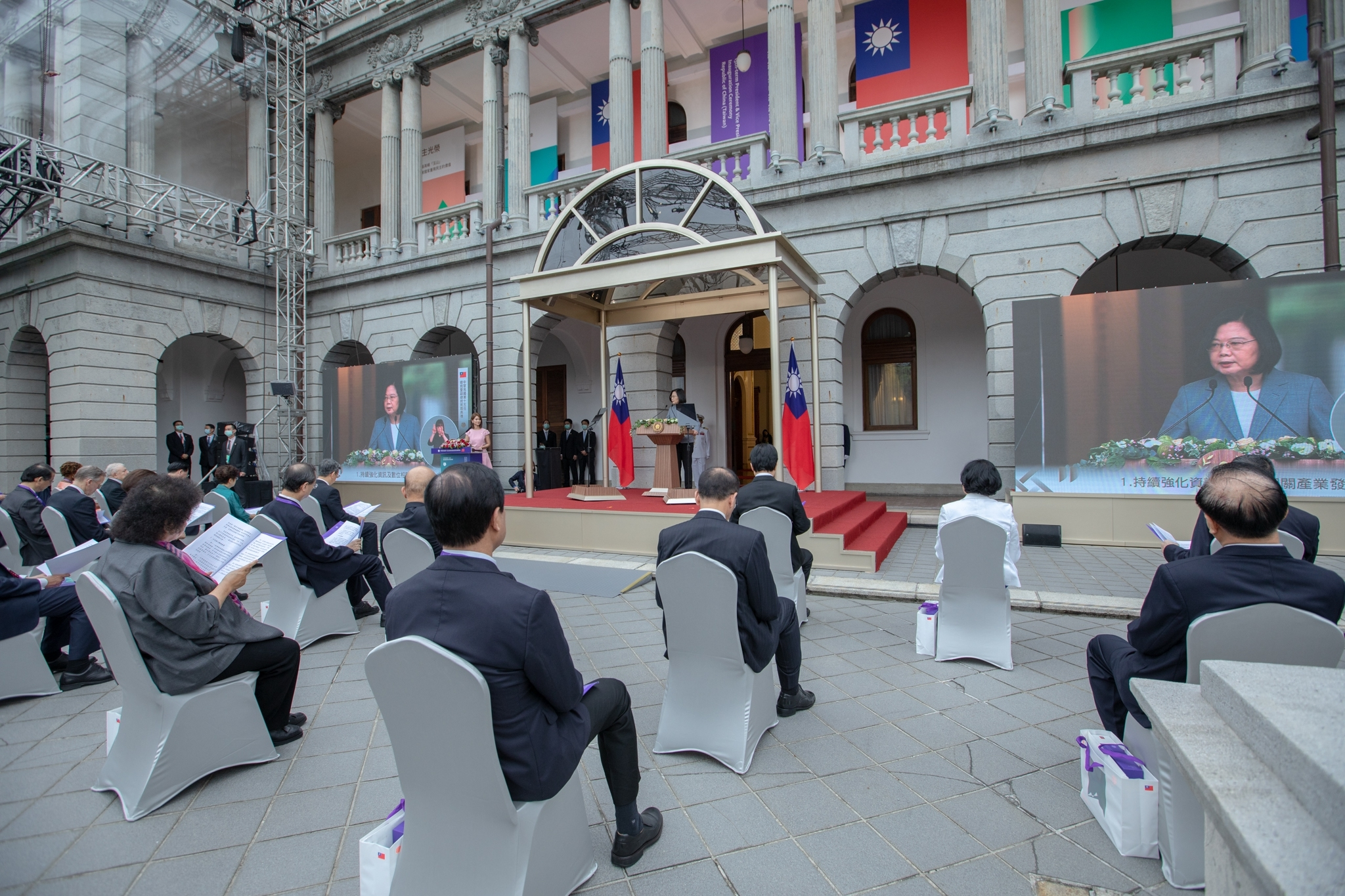
總統蔡英文發表就職演說

據中華民國總統府發言人黃重諺的介紹，就職演說分為四大部分。第一是「作為共同體的台灣」的概念，講述台灣人民在過去四個月防疫工作中所做的共同努力；第二是闡述自美中貿易衝突和Covid-19疫情以來，台灣面對全球衝擊在國家發展策略上所做的超前部署，即產業發展、社會安定、國家安全、民主深化四大面向；第三則是對四大面向的闡述，指未來四年的國家建設會在5+2產業創新計畫的基礎上，打造「六大核心戰略產業」，最終使得台灣成為未來全球經濟的關鍵力量；最後一部分為結論。

## 各界反应
總計41國的92位政治人物錄製影片祝賀蔡英文當選，包括史瓦帝尼王國國王姆斯瓦蒂三世、海地共和國總統若弗内尔-莫伊兹、洪都拉斯共和國總統胡安·奥兰多·埃尔南德斯、馬紹爾群島共和國總統戴维·卡布阿、諾魯共和國總統莱昂内尔·安吉米亚、帛琉共和國總統湯米·雷蒙傑索7國國家元首。另外，美國白宮會副國家安全顧問博明也用流利的漢語祝賀總統蔡英文展開新的任期。
美國國務卿邁克·蓬佩奧亦發表聲明祝賀蔡英文當選，然而他在聲明中稱呼蔡英文為「台灣總統」，遭到中華人民共和國外交部、國防部和國務院臺灣事務辦公室一致批評譴責，稱此舉嚴重違反「一個中國」原則和中美三個聯合公報。

## 外部連結
- 中華民國第十五任總統暨副總統就職典禮全程直播_總統府影音頻道 （页面存档备份，存于）